# ۵۱ شکارچی
۵۱ شکارچی (انگلیسی: 51 Orionis) یک ستاره در صورت فلکی شکارچی است. این ستاره با چشم غیرمسلح به صورت ستاره‌ای کم نور با رنگ نارنجی با قدر ظاهری ۴.۹۰ قابل مشاهده است. بر اساس اختلاف منظر تقریباً ۲۹۹ سال نوری از خورشید فاصله دارد و با سرعت شعاعی +۸۸ کیلومتر بر ثانیه دورتر می‌شود.